# Pseudomassaria lycopodina
Pseudomassaria lycopodina är en svampart som först beskrevs av Petter Adolf Karsten, och fick sitt nu gällande namn av Arx 1962. Pseudomassaria lycopodina ingår i släktet Pseudomassaria och familjen Hyponectriaceae.  Arten är reproducerande i Sverige. Inga underarter finns listade i Catalogue of Life.